# Slobodan Drapić
Slobodan Drapić (in serbo Слободан Драпић?, in ebraico סלובודאן דראפיץ'‎?; Novi Sad, 28 febbraio 1965) è un allenatore di calcio ed ex calciatore serbo naturalizzato israeliano, di ruolo difensore, tecnico del Bnei Sakhnin.

## Palmarès

### Allenatore

#### Competizioni nazionali
- Liga Leumit: 1

Maccabi Natanya: 2016-2017